# حسین نسیم
حسین نسیم (زاده ۷ اردیبهشت ۱۳۳۱ - آبادان) شناگر و بازیکن واترپلو اهل ایران بوده است.
وی سابقه حضور در بازی‌های المپیک تابستانی ۱۹۷۶ و کسب مدال طلا واترپلو بازی‌های آسیایی ۱۹۷۴ را در کارنامه دارد.